# Alex Dyer (calciatore 1990)
Alex James Dyer (Täby, 11 giugno 1990) è un calciatore montserratiano, centrocampista del St Albans City e della nazionale montserratiana.

## Biografia
È nato a Täby, in Svezia, da padre inglese di origine montserratiana e madre svedese. Tuttavia, a poche settimane dalla sua nascita, è stato trasferito nei dintorni di Londra dove è anche cresciuto.

## Carriera

### Club
Dyer è un prodotto delle giovanili del Northampton Town. Il 29 agosto 2007 ha debuttato in prima squadra in occasione della sconfitta esterna per 2-0 in Coppa di Lega contro il Middlesbrough. Il 5 aprile 2008 ha invece segnato il suo primo gol, nella vittoria casalinga sul Luton Town (2-1). Trascorso quel mese, è stato premiato come League Two Apprentice of the Month (miglior giocatore del mese della League Two sotto i 18 anni). Nel febbraio 2009 ha firmato un rinnovo di due anni. Il 12 maggio 2010, tuttavia, è stato rilasciato dal tecnico Ian Sampson, il quale ha affermato che Dyer aveva avuto una crescita sotto le attese e che altri giocatori più giovani avrebbero meritato una possibilità.
Dyer si è quindi unito al Grimsby Town per un provino, senza riuscire a impressionare.
Nel tentativo di giocare a calcio in prima squadra in maniera regolare, ha accettato l'offerta del Wealdstone che stava militando nell'Isthmian League, campionato regionale corrispondente alla settima serie nazionale. Ha disputato 117 partite e segnato 32 reti. Nel 2013 ha lasciato il Wealdstone per passare al Welling United, neopromosso in National League, quinto livello del calcio inglese.
A partire dalla stagione 2014 ha militato nella nazione di origine della madre, la Svezia, in cui lo stesso Dyer è nato. La sua prima compagine scandinava è stata l'Östersund, guidata dall'allenatore inglese Graham Potter. Al primo anno ha giocato tutte e 30 le partite di campionato, con la squadra che si è classificata quinta in Superettan. Nel 2015 ha contribuito con la fascia di capitano alla prima promozione in Allsvenskan nella storia del club, con un apporto di 8 gol e 3 assist. Ha mantenuto i galloni di capitano anche nella stagione 2016, chiusa dai rossoneri con un ottavo posto finale in Allsvenskan, mentre a livello personale ha migliorato le statistiche dell'anno precedente avendo messo a segno 9 gol e 7 assist.
Scaduto il precedente contratto, a partire dal 2017 il ventiseienne Dyer è approdato all'Elfsborg. Ha firmato un contratto di tre anni, valido fino al termine dell'annata 2019.
Dyer ha iniziato la stagione 2019 in Norvegia al Lillestrøm, formazione che annoverava anche l'ex compagno di squadra Daniel Gustavsson, oltre al tecnico svedese Jörgen Lennartsson in panchina. L'accordo prevedeva un prestito valido fino al 1º agosto 2019, al termine del quale il giocatore ha fatto ritorno all'Elfsborg, collezionando però solo due presenze nella restante parte dell'Allsvenskan 2019.
Raggiunta la scadenza contrattuale con l'Elfsborg, si è trasferito in Kuwait all'Al Tadamon nel gennaio 2020.

### Nazionale
I suoi nonni paterni provenivano dall'isola caraibica di Montserrat, ciò ha permesso a Dyer di giocare con la nazionale montserratiana nonostante sia nato in Svezia e cresciuto a Londra.
Ha esordito con la nazionale di Montserrat nel 2011, disputando due partite valide per le qualificazioni ai Mondiali 2014. Il debutto è avvenuto il 15 giugno contro il Belize in una partita poi persa 5-2.

## Statistiche

### Cronologia presenze e reti in nazionale
| Cronologia completa delle presenze e delle reti in nazionale ― Montserrat | Cronologia completa delle presenze e delle reti in nazionale ― Montserrat | Cronologia completa delle presenze e delle reti in nazionale ― Montserrat | Cronologia completa delle presenze e delle reti in nazionale ― Montserrat | Cronologia completa delle presenze e delle reti in nazionale ― Montserrat | Cronologia completa delle presenze e delle reti in nazionale ― Montserrat | Cronologia completa delle presenze e delle reti in nazionale ― Montserrat | Cronologia completa delle presenze e delle reti in nazionale ― Montserrat |
| Data                                                                      | Città                                                                     | In casa                                                                   | Risultato                                                                 | Ospiti                                                                    | Competizione                                                              | Reti                                                                      | Note                                                                      |
| ------------------------------------------------------------------------- | ------------------------------------------------------------------------- | ------------------------------------------------------------------------- | ------------------------------------------------------------------------- | ------------------------------------------------------------------------- | ------------------------------------------------------------------------- | ------------------------------------------------------------------------- | ------------------------------------------------------------------------- |
| 15-6-2011                                                                 | Couva                                                                     | Montserrat                                                                | 2 – 5                                                                     | Belize                                                                    | Qual. Mondiali 2014                                                       | -                                                                         | 90’                                                                       |
| 18-6-2011                                                                 | San Pedro Sula                                                            | Belize                                                                    | 3 – 1                                                                     | Montserrat                                                                | Qual. Mondiali 2014                                                       | -                                                                         |                                                                           |
| 28-3-2015                                                                 | Willemstad                                                                | Curaçao                                                                   | 2 – 1                                                                     | Montserrat                                                                | Qual. Mondiali 2018                                                       | -                                                                         | 30’                                                                       |
| 1-4-2015                                                                  | Lookout                                                                   | Montserrat                                                                | 2 – 2                                                                     | Curaçao                                                                   | Qual. Mondiali 2018                                                       | -                                                                         |                                                                           |
| 9-9-2018                                                                  | Lookout                                                                   | Montserrat                                                                | 1 – 2                                                                     | El Salvador                                                               | CONCACAF Nations League 2019-2020 - Qualificazioni                        | -                                                                         | 81’                                                                       |
| 17-11-2018                                                                | Willemstad                                                                | Aruba                                                                     | 0 – 2                                                                     | Montserrat                                                                | CONCACAF Nations League 2019-2020 - Qualificazioni                        | -                                                                         | 81’                                                                       |
| 23-3-2019                                                                 | George Town                                                               | Isole Cayman                                                              | 1 – 2                                                                     | Montserrat                                                                | CONCACAF Nations League 2019-2020 - Qualificazioni                        | -                                                                         |                                                                           |
| 7-9-2019                                                                  | Lookout                                                                   | Montserrat                                                                | 2 – 1                                                                     | Rep. Dominicana                                                           | CONCACAF Nations League 2019-2020 - Fase a gironi                         | -                                                                         | 53’                                                                       |
| 10-9-2019                                                                 | Lookout                                                                   | Montserrat                                                                | 1 – 1                                                                     | Saint Lucia                                                               | CONCACAF Nations League 2019-2020 - Fase a gironi                         | -                                                                         |                                                                           |
| 13-10-2019                                                                | Lookout                                                                   | Montserrat                                                                | 0 – 2                                                                     | El Salvador                                                               | CONCACAF Nations League 2019-2020 - Fase a gironi                         | -                                                                         | 84’                                                                       |
| 15-10-2019                                                                | Santo Domingo                                                             | Rep. Dominicana                                                           | 0 – 0                                                                     | Montserrat                                                                | CONCACAF Nations League 2019-2020 - Fase a gironi                         | -                                                                         | 89’                                                                       |
| 17-11-2019                                                                | San Salvador                                                              | El Salvador                                                               | 1 – 0                                                                     | Montserrat                                                                | CONCACAF Nations League 2019-2020 - Fase a gironi                         | -                                                                         | 64’                                                                       |
| 19-11-2019                                                                | Gros Islet                                                                | Saint Lucia                                                               | 0 – 1                                                                     | Montserrat                                                                | CONCACAF Nations League 2019-2020 - Fase a gironi                         | -                                                                         | 86’                                                                       |
| 24-3-2021                                                                 | Willemstad                                                                | Antigua e Barbuda                                                         | 2 – 2                                                                     | Montserrat                                                                | Qual. Mondiali 2022                                                       | -                                                                         | 53’ 83’                                                                   |
| 29-3-2021                                                                 | Willemstad                                                                | Montserrat                                                                | 1 – 1                                                                     | El Salvador                                                               | Qual. Mondiali 2022                                                       | -                                                                         | 78’                                                                       |
| 2-6-2021                                                                  | San Cristóbal                                                             | Montserrat                                                                | 4 – 0                                                                     | Isole Vergini Americane                                                   | Qual. Mondiali 2022                                                       | -                                                                         | 88’                                                                       |
| 9-6-2021                                                                  | Saint George's                                                            | Grenada                                                                   | 1 – 2                                                                     | Montserrat                                                                | Qual. Mondiali 2022                                                       | -                                                                         | 71’                                                                       |
| 3-7-2021                                                                  | Fort Lauderdale                                                           | Trinidad e Tobago                                                         | 6 – 1                                                                     | Montserrat                                                                | Qual. Gold Cup 2021                                                       | -                                                                         | 45’                                                                       |
| 5-6-2022                                                                  | Santo Domingo                                                             | Montserrat                                                                | 1 – 2                                                                     | Guyana                                                                    | CONCACAF Nations League 2022-2023 - Fase a gironi                         | -                                                                         | 68’                                                                       |
| 7-6-2022                                                                  | Santo Domingo                                                             | Haiti                                                                     | 3 – 2                                                                     | Montserrat                                                                | CONCACAF Nations League 2022-2023 - Fase a gironi                         | -                                                                         |                                                                           |
| 12-6-2022                                                                 | Santo Domingo                                                             | Montserrat                                                                | 3 – 2                                                                     | Bermuda                                                                   | CONCACAF Nations League 2022-2023 - Fase a gironi                         | -                                                                         |                                                                           |
| 25-3-2023                                                                 | Lookout                                                                   | Montserrat                                                                | 0 – 4                                                                     | Haiti                                                                     | CONCACAF Nations League 2022-2023 - Fase a gironi                         | -                                                                         |                                                                           |
| 29-3-2023                                                                 | Saint Michael                                                             | Guyana                                                                    | 0 – 0                                                                     | Montserrat                                                                | CONCACAF Nations League 2022-2023 - Fase a gironi                         | -                                                                         |                                                                           |
| 9-9-2023                                                                  | Bridgetown                                                                | Barbados                                                                  | 2 – 3                                                                     | Montserrat                                                                | CONCACAF Nations League 2023-2024 - 1º Turno                              | -                                                                         | 24’                                                                       |
| 12-9-2023                                                                 | Santo Domingo                                                             | Rep. Dominicana                                                           | 3 – 0                                                                     | Montserrat                                                                | CONCACAF Nations League 2023-2024 - 1º turno                              | -                                                                         |                                                                           |
| Totale                                                                    |                                                                           | Presenze                                                                  | 25                                                                        |                                                                           | Reti                                                                      | 0                                                                         |                                                                           |